# Antonieto Cabajog
Antonieto Dumagan Cabajog (* 10. Mai 1956 in Cebu City, Philippinen) ist Bischof von Surigao.

## Leben
Antonieto Cabajog empfing am 9. April 1981 durch den Bischof von Tagbilaran, Onesimo Cadiz Gordoncillo, das Sakrament der Priesterweihe für das Bistum Tagbilaran.
Am 13. Januar 1999 ernannte ihn Papst Johannes Paul II. zum Titularbischof von Reperi und bestellte ihn zum Weihbischof in Cebu. Der Erzbischof von Cebu, Ricardo Kardinal Vidal, spendete ihm am 16. März desselben Jahres die Bischofsweihe; Mitkonsekratoren waren der Erzbischof von Zamboanga, Carmelo Dominador Flores Morelos, und der Erzbischof von Capiz, Onesimo Cadiz Gordoncillo. Johannes Paul II. ernannte ihn am 21. April 2001 zum Bischof von Surigao.